# Eurozonosia inconstans
Eurozonosia inconstans är en fjärilsart som beskrevs av Butler 1896. Eurozonosia inconstans ingår i släktet Eurozonosia och familjen björnspinnare. Inga underarter finns listade i Catalogue of Life.